# Richfield (Caroline du Nord)
Richfield est une ville américaine située dans le comté de Stanly dans l'État de Caroline du Nord. En 2010, sa population était de 613 habitants.

## Source de la traduction
- (en) Cet article est partiellement ou en totalité issu de l’article de Wikipédia en anglais intitulé « Richfield, North Carolina » (voir la liste des auteurs).